# Dryopteris oreades
Dryopteris oreades là một loài thực vật có mạch trong họ Dryopteridaceae. Loài này được Fomin miêu tả khoa học đầu tiên.